# Mobilfunkturm Schöppinger Berg
Der Mobilfunkturm Schöppinger Berg ist ein 74 m hoher Mobilfunkturm, der knapp 2 km nordwestlich der Südostkuppe des Schöppinger Bergs bzw. rund 1,3 km nordöstlich des Schöppinger Zentrums auf 139,7 m ü. NN steht.
Der Mobilfunkturm weist zwei Besonderheiten auf, denn er ist keine Standardkonstruktion, sondern sieht aus wie ein umgedrehtes „Y“. Noch bemerkenswerter an diesem Turm ist aber, dass er als einer von wenigen Sendetürmen für Mobilfunk über eine Aussichtsplattform verfügt, die über eine Treppe frei zugänglich ist. Auf dem Turm sind drei Funkzellen sowie Richtfunkverbindungen von Vodafone D2 in Richtung Rheine, Steinfurt (Stahlgittermast auf dem Buchenberg zwischen den Ortsteilen Borghorst und Burgsteinfurt) und Coesfeld installiert.
Ein Windkraftrad in unmittelbarer Nähe fungiert ebenfalls als Mobilfunkbasisstation und Richtfunkverteiler für die umliegenden Städte für das Mobilfunknetz Telefonica.